# Czosnowo
Czosnowo (niem. Knobloch) – wieś w Polsce, położona w województwie warmińsko-mazurskim, w powiecie braniewskim, w gminie Płoskinia.
W latach 1975–1998 wieś administracyjnie należała do województwa elbląskiego. 
Wieś znajduje się w historycznym regionie Warmia.